# Kingston Township (comté de Washington, Missouri)
Pour l’article homonyme, voir Township de Kingston.
Kingston Township est un township inactif, situé dans le comté de Washington, dans le Missouri, aux États-Unis,.
Le township est baptisé en référence au premier nom (Kingston Furnace) de la communauté de Bliss (en).